# Lalremsiami Hmarzote
Lalremsiami Hmarzote (en hindi : लालरेंसीअमि), née le 30 mars 2000 à Kolasib dans l'État de Mizoram, est une joueuse professionnelle de hockey sur gazon indienne.

## Carrière
Elle a été nommée dans l'équipe indienne pour les Jeux olympiques de Tokyo 2020 annoncés en juin 2021. Elle est devenue la première sportive féminine du Mizoram à représenter l'Inde aux Jeux. Son équipe a terminé quatrième, leur meilleur résultat aux Jeux, et a été classée huitième au classement mondial, leur plus haut jamais atteint.